# Olivier Sourgens
Pas d'image ? Cliquez ici

a Compétitions nationales et continentales officielles uniquement.

b Matchs officiels uniquement.
Dernière mise à jour le 7 février 2020.
Olivier Sourgens, né le 17 janvier 1972 à Cenon (Gironde), est un joueur de rugby à XV français. Il a joué en équipe de France et évolue au poste de pilier au sein de l'effectif de l'Union Bordeaux Bègles.
En juin 2007, il est retenu par Bernard Laporte pour la tournée dans l'hémisphère sud du XV de France. Il honore sa première sélection à 35 ans et bat ainsi le record détenu auparavant par la Toulousain Albert Cigagna, sélectionné à 34 ans et 9 mois.

## Carrière

### En club
- 1993-2000 : CA Bègles-Bordeaux
- 2000-2001 : Stade montois
- 2001-2006 : Section paloise
- 2006-2008 : CS Bourgoin-Jallieu
- 2008-2009 : Union Bordeaux Bègles
- Depuis 2009 : Worcester

### En équipe nationale
Il a honoré sa première cape internationale en équipe de France le 9 juin 2007 contre l'équipe de Nouvelle-Zélande, alors que les internationaux du Stade toulousain, de l'ASM Clermont Auvergne, du Biarritz olympique et du Stade français disputaient les demi-finales du Top 14 2006-07 dans leurs clubs respectifs.

### Avec les Barbarians
En septembre 2003, il joue avec les Barbarians français à l'occasion d'un match opposant le XV de France, rebaptisé pour l'occasion XV du Président (afin de contourner le règlement qui interdit tout match international à moins d'un mois de la Coupe du monde), et les Barbarians français, composés essentiellement des joueurs tricolores non retenus dans ce XV présidentiel et mis à disposition des Baa-Baas par Bernard Laporte. Ce match se déroule au Parc des sports et de l'amitié à Narbonne et voit le XV du président s'imposer 83 à 12 face aux Baa-Baas.

## Palmarès
(à jour au 09.06.07)
- 1 sélection en équipe de France en 2007